# Leucio d'Alessandria
Leucio di Alessandria (Alessandria d'Egitto, IV secolo – Brindisi, V secolo) fu il primo vescovo di Brindisi ed è venerato come santo dalla Chiesa cattolica e ortodossa.

## Agiografia

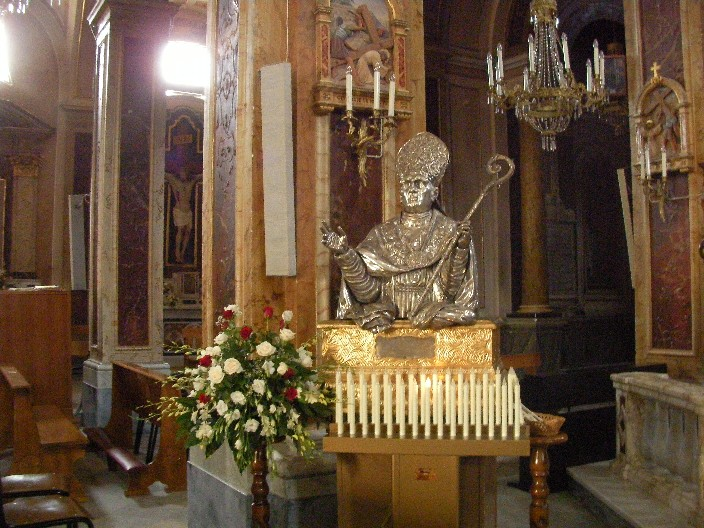
Nicola da Guardiagrele, Il busto d'argento di San Leucio, Cattedrale di San Leucio ad Atessa

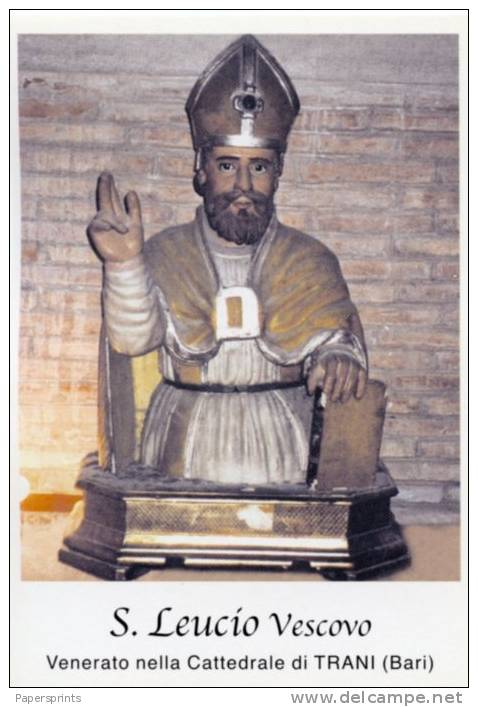
Statua di San Leucio d'Alessandria - Cattedrale di Trani

⁸Di Leucio non si hanno notizie certe, né si sa con precisione l'epoca in cui egli visse: le leggende agiografiche lo pongono alla fine del II secolo durante l'Impero di Commodo, o nei primi anni del IV secolo sotto Diocleziano; più probabilmente visse sotto Teodosio I (fine del IV secolo) o sotto Teodosio II (inizi del V secolo).
Le uniche fonti agiografiche che lo riguardano sono una Vita Sancti Leucii, redatta in area beneventana-longobarda già nel IX secolo e una nuova versione, nota come Vita Leucii, scritta nel XIII secolo dall'arcivescovo di Brindisi, Pellegrino d'Asti. Le informazioni che esse ci forniscono possono essere confrontate con le vicende relative alla fondazione delle prime sedi vescovili in Italia.
Leucio sarebbe nato in Alessandria d'Egitto da Eudecius ed Euphrodisia che gli avrebbero imposto il nome di Eupressius (o Eupreskios). La prima formazione di Leucio, seguita la morte della madre, avvenne in una comunità monacale egiziana nel cui titolo è espresso collegamento alla presenza o alla memoria di Sant'Ermete che si sa martirizzato con Efrem dagli ariani in un periodo di poco posteriore all'esilio atanasiano del 356 e vissuto in un monastero dell'alto Egitto. È evidente dunque come il titolo stesso del monastero, successivo ovviamente rispetto alla morte del santo dedicatario, offra un primo importante referente cronologico. Unico, possibile riferimento diretto a Leucio potrebbe, in questo periodo, intendersi la partecipazione di un diacono omonimo, e con cui potrebbe identificarsi, partecipante al sinodo di Mariut e difensore anche lui dell'ortodossia nicena che poté pienamente trionfare solo con l'editto di Tessalonica del 380.
Una visione celeste, ricorrendo la festa dell'Assunzione della Vergine, avrebbe fatto mutare nome ad Eupressius, ora Leucius. Secondo la leggenda, Euprescio cambiò il suo nome in Leukios, in greco "bianco", "candido", latinizzato in Leucio in seguito ad una visione che gli avrebbe indicato che con quel nome sarebbe divenuto vescovo e avrebbe portato avanti la missione di diffondere il Vangelo e sconfiggere l'idolatria.
Sempre una visione, già ordinato vescovo, lo avrebbe mosso verso Brindisi per il suo apostolato missionario; voleva restituire la città all'ortodossia liberandola da errate interpretazioni cristologiche; qui non vi era, verosimilmente, la stessa tensione presente in Alessandria d'Egitto ove, ancora in età teodosiana, erano molto forti i contrasti tra cristiani e pagani. Salpato da Alessandria, si fermò ad Adrianopoli, quindi ad Otranto per giungere infine, grazie ad una nave dalmata, a Brindisi.
Atanasio di Alessandria era morto nel 373 ed è difficile pensare a una possibilità di trasferimento di Leucio da Alessandria in connessione a iniziative appunto di Atanasio per assenza di riferimenti nella letteratura coeva e appena posteriore. Leucio, monaco, probabilmente vicino alle esperienze di Sant'Ermete ed Efrem, difensore dell'ortodossia a Mariut, potrebbe essere giunto nel Salento più tardi, forse ai primi del V secolo, profugo o visitatore dei confratelli.
Questo è comune negli scritti che narrano le vicende del santo: Egitto e Alessandria appaiono in preda al caos. Le forze del bene e del male si fronteggiano ovunque e Leucio deve offrire continue conferme a un popolo che segue facilmente le vie dell'errore. Conferme era costretto ad offrire anche alla popolazione di Brindisi; sbarcato nel seno di ponente, non longe ab urbe, si rese presto conto dell'esistenza di un forte partito pagano, capeggiato da Antioco, che aveva come essenziali riferimenti culturali il Sole e la Luna. Fu Antioco a chiedere e ad ottenere, per la conversione, un segno ossia la pioggia che non cadeva da due anni. Si tratta di un topos ricorrente; la conversione è, in molte vite di santi, legata al prodigio. Leucio, che sino a quel momento aveva predicato poco fuori dalla porta occidentale della città, presso l'anfiteatro, poté promuovere l'edificazione in media civitate di una chiesa dedicata alla Vergine e a San Giovanni Battista.
Secondo una tradizione morì martire, secondo un'altra di polmonite o di malaria.
Seguita la sua morte sarebbe stato sepolto nel cuore della necropoli pagana di Brindisi, attuale quartiere Cappuccini, ubi sanctus primo appedavit, et de navi descendit. Sarebbe morto l'11 gennaio o sotto l'imperatore Teodosio I (379-395) o, molto più verosimilmente, sotto Teodosio II (408-450).
Leucio avrebbe operato in una Brindisi in cui il cristianesimo, se doveva pur essere conosciuto, è possibile non fosse largamente condiviso. Diffusi, viceversa, appaiono ancora culti astrali, riferibili al Sole e alla Luna; più precisamente, si può pensare al culto del dio Mitra, il Sol Invictus, i cui misteri, celebrati in ipogei, prevedevano una complessa iniziazione che, al pari di quella gnostica, si articolava in sette gradi. Commistioni, somiglianze e analogie fra cristianesimo e mitraismo, anche sul piano cultuale, furono per tempo rilevate da Giustino, ciò che, di fatto, potrebbe aver reso maggior efficacia all'azione evangelizzatrice di Leucio dalla cattedra brindisina. Alla Chiesa locale dovette il santo conferire una strutturazione forse prima sconosciuta e che i documenti del V secolo lasciano intravedere; da qui la seriore convinzione che Leucio avesse fondato la sede episcopale di Brindisi, sposata all'altra, che a lui si dovesse la prima massiva evangelizzazione del Salento: tale convinzione era anche in Paolo Diacono, il quale scriveva nel suo De Episcopis Mettensibus che l'apostolo “Petrus cum Romam pervenisset“ (a. 42-43) ...“tunc denique Apollinarem Ravennam, Leucium Brundusium, Anatolium Mediolanum misit“.

## Miracoli ed Esorcismi

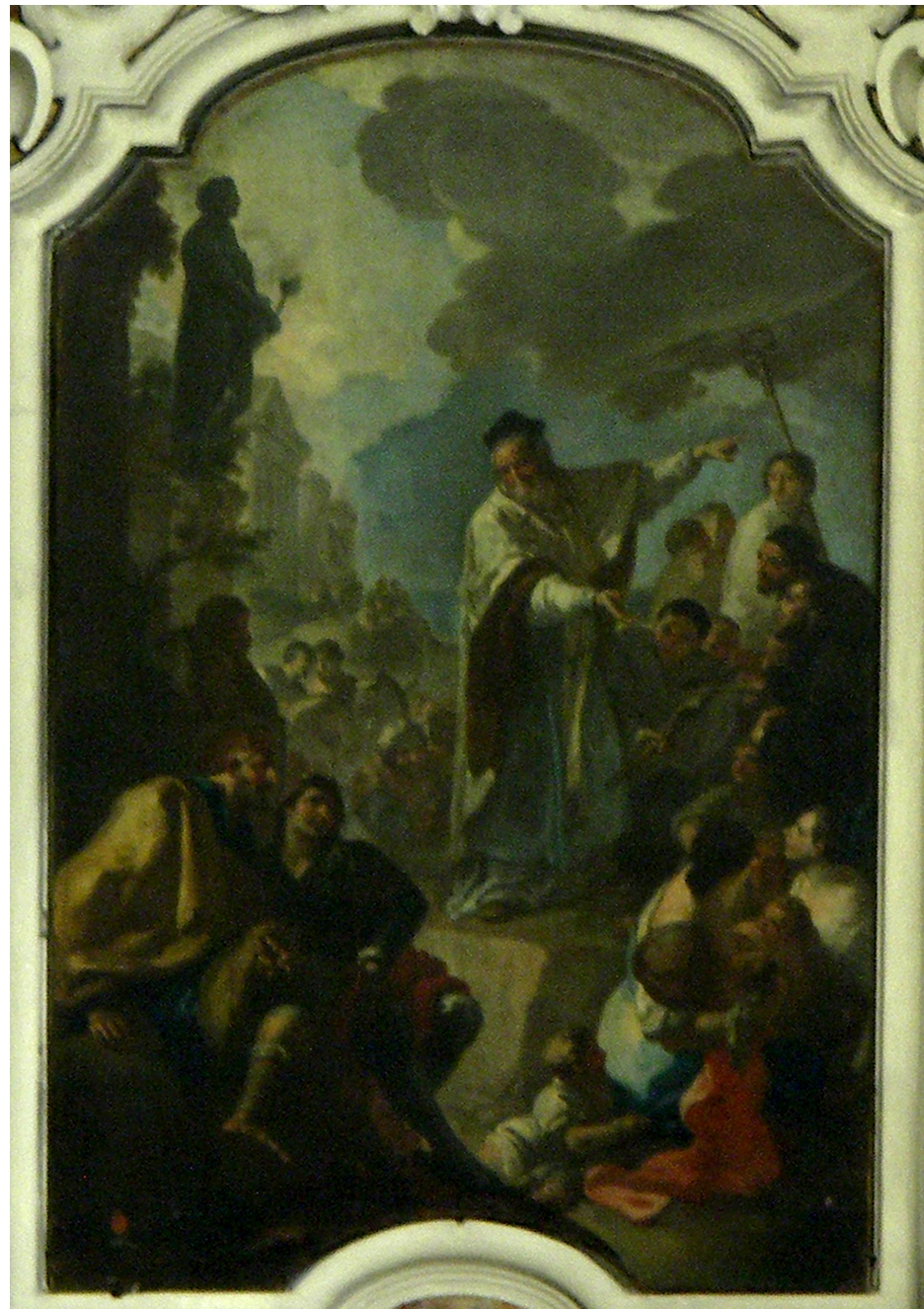
Oronzo Tiso, Predicazione di san Leucio, Cattedrale di Brindisi

La vita di San Leucio d'Alessandria è contrassegnata dai miracoli: il primo di essi è la guarigione di Melanzia, una nobile donna alessandrina affetta da idropisia.

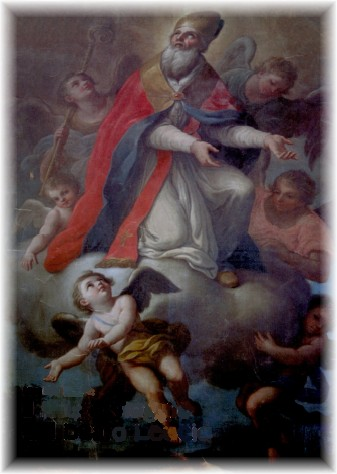
Dipinto di San Leucio d'Alessandria - Parrocchia Santa Maria Assunta - San Salvatore Telesino

Il primo vero miracolo è la storia di un esorcismo: la vicenda di un etiope da poco convertitosi alla fede cristiana. Il demonio è annidato nel suo corpo e tenta in tutti i modi di strapparlo dalla luce divina fino ad indurlo a comportamenti nefandi e miserevoli. San Leucio si adopera per liberare l'etiope dal maligno.
Il Codice Cassinese parla del miracolo riportando perfino le parole pronunziate da San Leucio; esse hanno il tono grave e solenne d'una pagina degli esorcismi del battesimo, il cui incipit ha più o meno questa impostazione: <<Taci, o spirito diabolico, ed allontanati da questa creatura di Dio, né osare più oltre di abitare in essa, ma costretto ed umiliato esci da questa creatura entro la quale sei entrato, portato dalla tua invidia e, per questo, fino ad ora lo hai tenuto legato con le tue pessime catene…>>.
Ma il demonio, non volendosi arrendere, subisce una serie di trasformazioni. Prima assume le sembianze di un serpente e uccide chiunque incontra lungo il suo cammino e provoca tempeste, alluvioni e terremoti. In un secondo momento assume le sembianze di un dragone e ha placato la sua ira solo nel momento in cui si è gettato nei fondali marini. San Leucio scorgendo lungo i bordi delle strade centinaia di corpi senza vita invita i fedeli a raccogliere dell'acqua e, dopo averla benedetta, la cosparge sui corpi senza vita e invoca il Padre Celeste. Così restituisce la vita ai poveri sfortunati. Con questo miracolo ha sorpreso molti, tanto che quel giorno vennero battezzati più di tremila uomini.
Molto importante è il prodigio della pioggia miracolosa in terra Salentina. Il prefetto Antioco per mettere alla prova il beato Leucio gli promette che, se avesse avuto una prova della potenza del suo Dio, si sarebbe convertito alla nuova religione. In quegli anni la terra di Puglia era arida, e la terra è sofferente da più di due anni di siccità. Lui avrebbe fatto tutto per vedere il sorriso sui volti degli abitanti di quel luogo, e quindi, si sarebbe anche convertito alla religione del Beato. Leucio si pone in orazione con i suoi compagni e, finita la preghiera, si avvicinano delle nuvole che si fanno sempre più minacciose; dopo alcuni minuti scoppia un violento temporale.  Antioco e il suo popolo chiedono subito di ricevere il battesimo, e quindi di convertirsi alla nuova religione.

## Culto

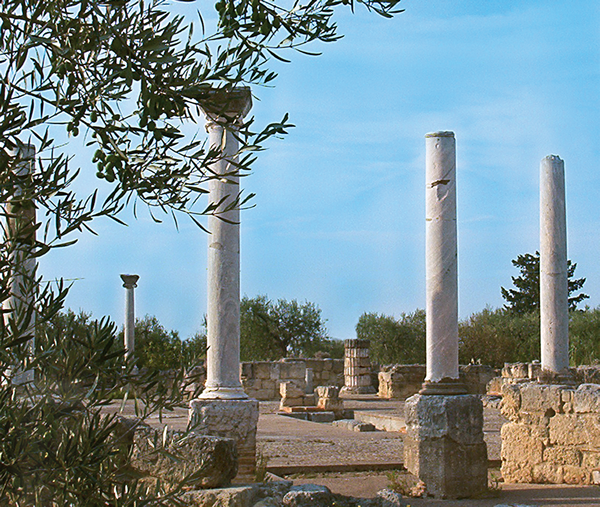
i resti della basilica di San Leucio a Canosa di Puglia

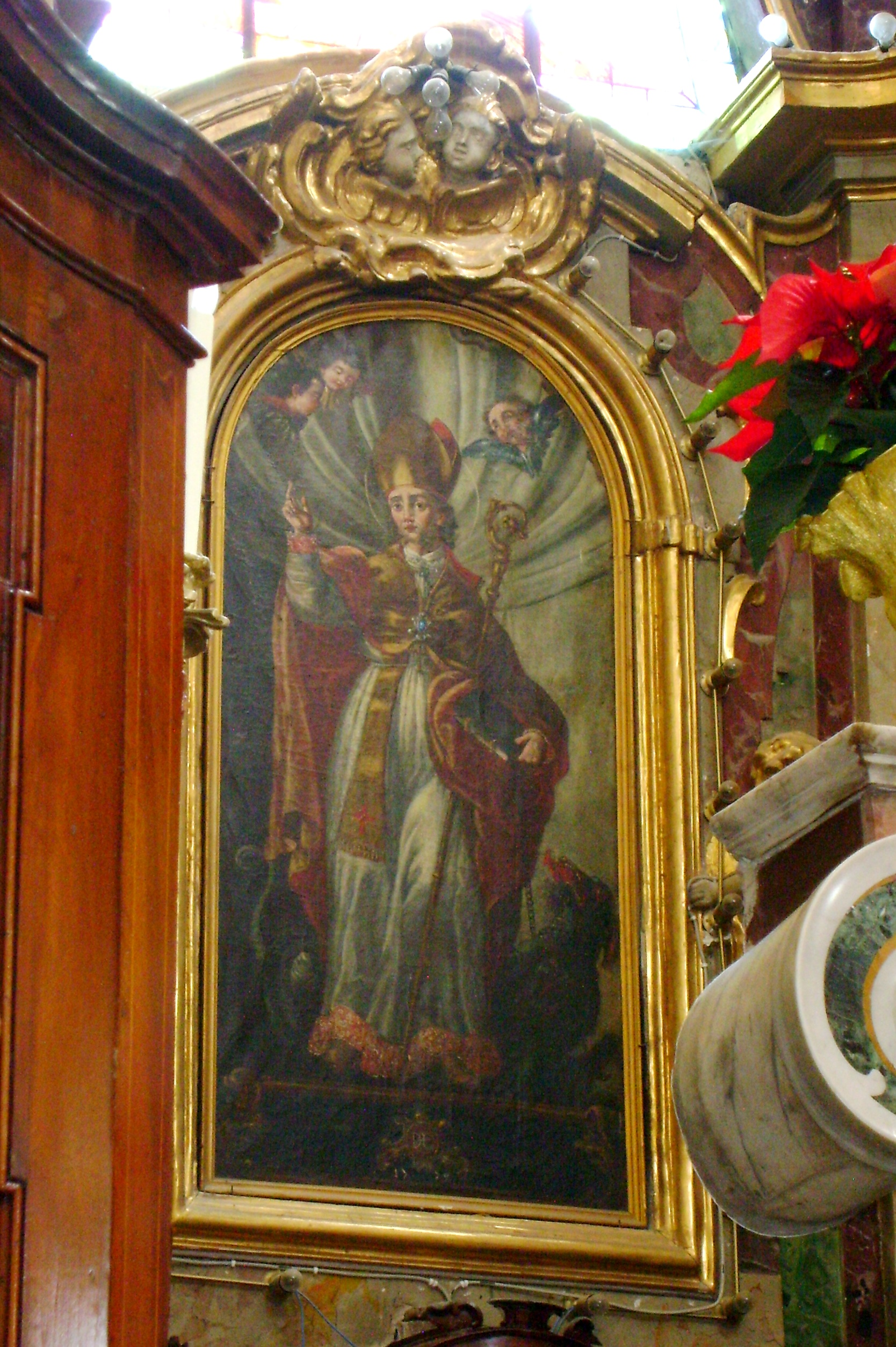
Dipinto di San Leucio d'Alessandria - Atessa

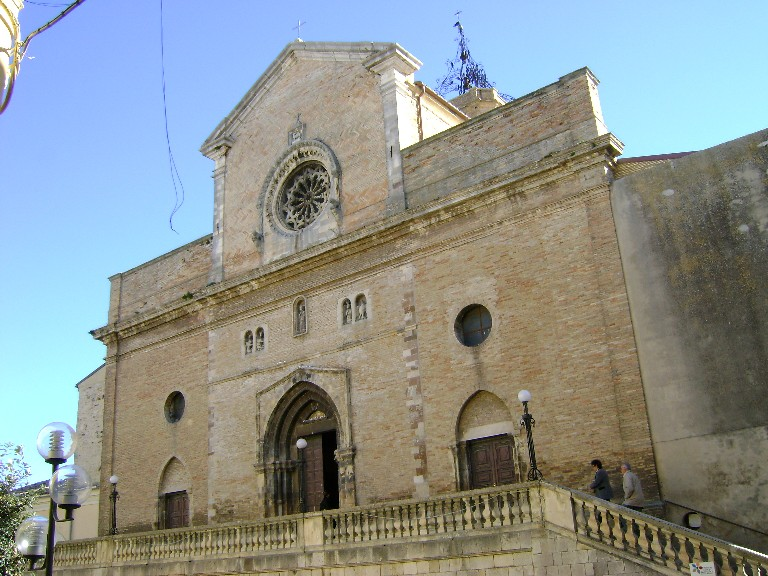
Il Duomo di San Leucio ad Atessa

La commemorazione liturgica ricorre l'11 gennaio.
San Leucio è patrono di 
- Atessa (CH),
- Pietracamela (TE),
- Rocca di Mezzo (AQ),
- San Leucio del Sannio (BN),
- San Salvatore Telesino (BN)
- Villavallelonga (AQ).

### A Canosa
Presso Canosa di Puglia si possono ancora ammirare i resti di una grande basilica a lui dedicata, ricavata nel VI secolo da un preesistente tempio pagano.

### Ad Atessa
San Leucio è il patrono della città di Atessa in Abruzzo. A proposito del santo si racconta una leggenda nel paese: un drago terrorizzava la valle, impedendo che i due borghi di Ate e Tixia si unissero, formando una città unica, ed esigeva tributi di carne umana alla popolazione. Anche lo storico abruzzese Giovanni Pansa nel suo libro sulle leggende abruzzesi, fa riferimento a questo fattore, che ha anche evidenze storiche ben tangibili, dato che in effetti nell'VIII secolo esistevano sue realtà ben distinte, le quali nel XIII secolo vennero a fondersi in una sola città.  I due castelli di Ate e Tixa erano di fondazione longobarda, del VII secolo, il primo è detto anche il rione San Michele per la presenza della parrocchia, posto a sud del Piazzale Pietro Benedetti, con la chiesa di San Giovanni Battista, attraversato da viale Duca degli Abruzzi, via Belvedere e il corso Vittorio Emanuele, il secondo di Tixa o "di Santa Croce", parte dal sagrato del Duomo di San Leucio in via Trento e Trieste, ed è delimitato da Largo Municipio, via Castello, via della Vittoria, via Menotti De Francesco, Largo Santa Croce.
La leggenda, nella versione di Pansa, specifica che il dragone dormiva nel fosso paludoso del Rio Falco, che in effetti causò non poche epidemie di colera e di peste nella città, il quale scorre sotto Piazza Benedetti. Il dragone impediva da una parte l'unificazione delle città, dall'altra esigeva un tributo mensile di vite umane.
Il santo, che si trovava in pellegrinaggio da quelle parti, con l'aiuto di Dio, secondo altri di San Michele che gli donò la spada, catturò il drago, stanandolo dalla grotta dove si riparava, e uccidendolo sopra un'altura del Rio Falco, ossia il colle del duomo. San Leucio del drago fece rimanere soltanto una costola, che conservò assieme al sangue, donandolo ai cittadini dell'Atessa unita. Volle inoltre che sul luogo dell'uccisione in ricordo perenne, fosse eretta una chiesa, che in effetti nei primi documenti del monastero di Santo Stefano in Lucana (Tornareccio), è citata già dall'859 d.C. Il duomo di San Leucio dunque è la chiesa atessana principale, dedicata a questo santo, con la costola del drago, benché studi recenti abbiano dimostrato che si tratta di un elefante preistorico, in origine appesa sopra la volta centrale, e poi conservata in una nicchia di fianco l'entrata principale, insieme all'ostensorio pregiato in argento lavorato di Nicola da Guardiagrele, e al busto reliquiario di San Leucio.

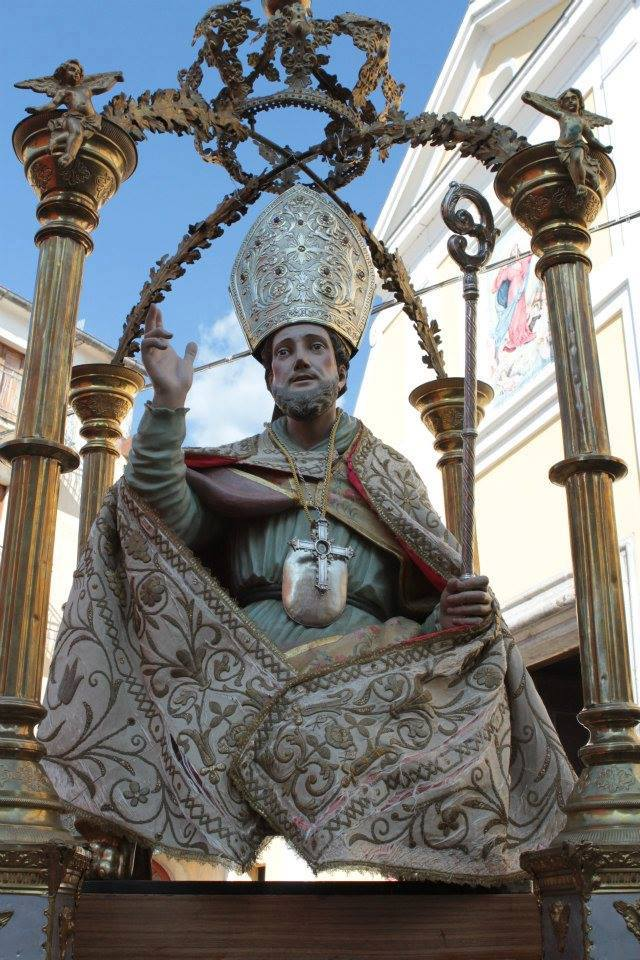
Statua di San Leucio d'Alessandria a San Salvatore Telesino

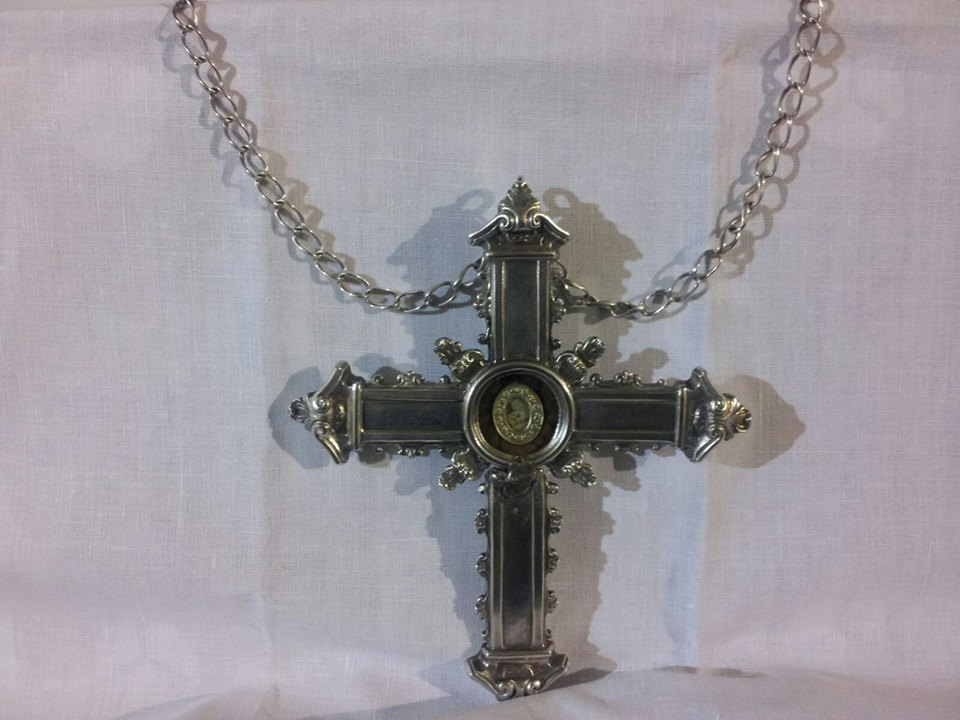
Reliquia di San Leucio d'Alessandria a San Salvatore Telesino

### A San Salvatore Telesino
San Leucio è il protettore di San Salvatore Telesino che gli dedica due feste: una l'11 gennaio ed un'altra nell'ultima domenica  di luglio.
Il culto di San Leucio nel comune di San Salvatore Telesino ha radici molto lontane nel tempo, in effetti nel VII secolo i signori longobardi che dominavano San Salvatore Telesino e il beneventano ne favorirono la diffusione.
La leggenda vuole che in quest'epoca, le spoglie del Santo, giunsero da Brindisi nella chiesa di Santa Sofia a Benevento.
Il culto del Santo, preceduto dalla fama dei suoi miracoli, fiorì anche a Telesia (antica denominazione di San Salvatore Telesino), dove gli abitanti, in segno di devozione, ne costruirono una statua lignea dai tratti bizantini.
Durante le incursioni saracene del IX secolo, la statua fu nascosta dagli abitanti in un rudere per sottrarla alle brame degli invasori.
Da allora e fino al XVIII secolo se ne persero le tracce, ma, al momento del suo ritrovamento, il culto del Santo divenne ancora più sentito. Gli abitanti di San Salvatore Telesino si rivolsero al Santo nel 1837 per far fronte ad un'epidemia di colera.
Come forma di ringraziamento per il miracolo ottenuto fu donato al Santo un medaglione d'argento e, tuttora, gli abitanti rinnovano il ringraziamento portandolo in processione nei vicoletti del vecchio Casale, la domenica successiva all'ottava dell'11 gennaio.
La statua, in tale occasione, è preceduta da devoti che la precedono scalzi, in segno di penitenza. Un'ulteriore leggenda vuole che, grazie all'interessamento di un notabile della zona, nel 1856, il popolo san salvatorese viene in possesso di un frammento osseo del corpo del Santo.
Tale frammento è tuttora conservato all'interno di una croce d'argento posta sulla statua votiva.